# Zygmunt Stenwak
Zygmunt Stenwak (ur. 19 października 1958 w Krakowie) – polski malarz, fotografik, grafik, filmowiec.

## Życiorys
Studia odbył w Akademii Sztuk Pięknych w Krakowie (1979–1984). Dyplom uzyskał w 1984 roku w pracowni Włodzimierza Kunza. W latach (1987–2001) mieszkał w USA. Zorganizował tam dwie eksperymentalne wystawy malarstwa połączone z koncertami muzycznymi (1997, 1998, Nowy Jork).
Osobny dział w jego dorobku zajmuje fotografia artystyczna i film. Jest współautorem albumu muzycznego zrealizowanego z zespołem The Magic Carphatians Project pt. Water Dreams. Jego prace były prezentowane podczas 41 wystaw indywidualnych. Od 2008 roku prowadzi własną galerię sztuki.